# Микушовце (Илава)
Микушовце (слч. Mikušovce) насељено је мјесто са административним статусом сеоске општине (слч. obec) у округу Илава, у Тренчинском крају, Словачка Република.

## Становништво
| Година:    | 1994. | 2004.   | 2014.   | 2024.   |
| ---------- | ----- | ------- | ------- | ------- |
| Број људи: | 1014  | 1019    | 1028    | 1044    |
| Разлика:   |       | +0,49 % | +0,88 % | +1,55 % |

| Година:    | 2023. | 2024.   |
| ---------- | ----- | ------- |
| Број људи: | 1050  | 1044    |
| Разлика:   |       | -0,57 % |

Према подацима о броју становника из 2024. године насеље је имало 1044 становника.